# جون مارشال هارلان الثاني
جون مارشال هارلان الثاني (بالإنجليزية: John Marshall Harlan II)‏ (و. 1899 – 1971 م) هو قاضي، ومحامي من الولايات المتحدة الأمريكية . ولد في شيكاغو .
توفي في واشنطن العاصمة .

## التعليم
تعلم في جامعة برنستون.

## روابط خارجية
- جون مارشال هارلان الثاني على موقع الموسوعة البريطانية (الإنجليزية)
- جون مارشال هارلان الثاني على موقع إن إن دي بي (الإنجليزية)